# Chippubetsu, Hokkaidō
Chippubetsu (秩父別町 Chippubetsu-chō) là thị trấn thuộc huyện Uryū, phó tỉnh Sorachi, Hokkaidō, Nhật Bản. Tính đến ngày 1 tháng 10 năm 2020, dân số ước tính thị trấn là 2.329 người và mật độ dân số là 49 người/km2. Tổng diện tích thị trấn là 47,26 km2.